# NGC 7714
NGC 7714 is een balkspiraalstelsel in het sterrenbeeld Vissen. Het hemelobject werd op 18 september 1830 ontdekt door de Britse astronoom John Herschel.

## 16 Piscium
Amateurastronomen die per telescoop op zoek willen gaan naar het stelsel NGC 7714 kunnen gebruik maken van de gidsster 16 Piscium (magnitude 6) die zich, vanaf de Aarde gezien, net ten zuidzuidoosten van het koppel NGC 7714 en NGC 7715 bevindt. Deze gidsster behoort echter toe aan het melkwegstelsel en vormt slechts schijnbaar het derde component van deze drieledige groep.

## Synoniemen
- UGC 12699
- IRAS 23336+0152
- MCG 0-60-17
- KCPG 587A
- MK 538
- ZWG 381.11
- UM 167
- VV 51
- Arp 284
- PGC 71868